# Гней Сервилий Цепион (консул 141 года до н. э.)
Гней Сервилий Цепион (лат. Gnaeus Servilius Caepio) — древнеримский политический деятель, консул 141 года до н. э. и цензор 125 года до н. э.

## Происхождение
Гней Сервилий принадлежал по рождению к знатному патрицианскому роду Сервилиев, одному из шести родов, происходивших из Альба-Лонги. Первый носитель когномена Цепион получил консульство в 253 году до н. э., и в дальнейшем представители этой ветви рода регулярно занимали высшие магистратуры.
Гней был средним из трёх сыновей Гнея Сервилия Цепиона, консула 169 года до н. э. Его старшим братом был Квинт Фабий Максим Сервилиан, усыновлённый одним из Фабиев, а младшим — Квинт Сервилий Цепион, консулы 142 и 140 годов до н. э. соответственно.

## Биография
Первые упоминания о Гнее Сервилии в сохранившихся источниках относятся к 141 году до н. э., когда он был консулом. Но исследователи полагают, исходя из требований закона Виллия, установившего минимальные временные промежутки между магистратурами, что не позже 144 года до н. э. Цепион должен был занимать должность претора.
Консулом Гней Сервилий стал на следующий год после своего старшего брата, а сразу после него консулом был третий брат, Квинт Цепион. Это стало беспрецедентным для Римской республики успехом одной аристократической семьи. Коллегой Гнея был плебей Квинт Помпей, и сенат особым постановлением направил последнего в Ближнюю Испанию, тогда как провинцией Цепиона стала Италия. Благодаря периохе одной из книг «Истории Рима от основания города» Тита Ливия известно, что в 141 году до н. э. в Македонии провинциальная армия потерпела поражение от скордисков, и существует мнение, что командовал римлянами именно Гней Сервилий. Но Фридрих Мюнцер считает вероятность этого невысокой.
В те годы Цепион наряду со своим младшим братом, двумя Метеллами — Македонским и Кальвом — и Аппием Клавдием Пульхром возглавлял аристократическую «фракцию» в сенате, противостоявшую Публию Корнелию Сципиону Эмилиану и его сторонникам. К числу последних принадлежал какое-то время и Квинт Помпей. Предположительно братья Цепионы пытались опротестовать его назначение в Ближнюю Испанию, а позже привлекли его к суду, причём формальные основания для обвинения остаются неизвестными. Цицерон и Валерий Максим сообщают, что знатность и влиятельность оппонентов Помпея не оказала ожидаемого воздействия на судей, и был вынесен оправдательный приговор.
В 125 году до н. э. Гней Сервилий достиг вершины своей карьеры — цензуры (его коллегой был плебей Луций Кассий Лонгин Равилла). Эти цензоры закончили строительство акведука Aqua Tepula, снабжавшего Капитолий водой с Альбанских гор. Кроме того, Цепион и Лонгин вынесли порицание консуляру Марку Эмилию Лепиду Порцине за слишком роскошный дом. Этот факт Гай Веллей Патеркул приводит как пример эволюции нравов, отмечая, что уже во времена ранней Римской империи вряд ли кто-нибудь посчитал бы владельца такого дома сенатором.

## Потомки
Предположительно сыном Гнея Сервилия был квестор того же имени, который приблизительно в 104 году до н. э. погиб во время кораблекрушения. Дочерью Гнея-младшего могла быть жена Аппия Клавдия Пульхра (консула 54 года до н. э.) и соответственно тёща Марка Юния Брута.